# Arthuna

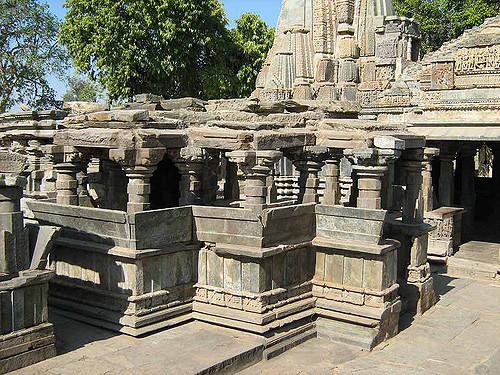
Arthuna – Tempelruine

Arthuna oder Arthoona (Hindi अरथुना) ist ein etwa 6.000 Einwohner zählender Ort im Distrikt Banswara im Südosten des indischen Bundesstaats Rajasthan.

## Lage und Klima
Der Ort Arthuna liegt ca. 5 km östlich des Flusses Mahi ca. 44 km (Fahrtstrecke) südöstlich der Distriktshauptstadt Banswara nahe der Grenze zum Bundesstaat Gujarat in einer Höhe von ca. 180 m. Das Klima ist zumeist trocken und warm; Regen (ca. 990 mm/Jahr) fällt nahezu ausschließlich während der sommerlichen Monsunzeit.

## Bevölkerungsentwicklung
| Jahr      | 1991 | 2001  | 2011  |
| Einwohner | ??   | 4.618 | 5.152 |

Ca. 90 % der Einwohner sind Hindus; knapp 10 % sind Moslems. Der männliche Bevölkerungsanteil übersteigt den weiblichen um knapp 5 %. Man spricht zumeist Rajasthani, Gujarati und Hindi.

## Wirtschaft
Die Dorfbewohner leben – weitgehend als Selbstversorger – fast ausschließlich von der Landwirtschaft. Im Ort selbst gibt es Kleinhändler, Handwerker und Tagelöhner. Der Tourismus spielt kaum eine Rolle.

## Geschichte
Arthuna (alter Name Utthunaka) war im Mittelalter – nach Ujjain und Dhar – eines der wichtigsten Zentren des Paramara-Reiches. Dieses ging an inneren Konflikten und letztlich an den vordringenden islamischen Heeren zugrunde, die im Jahr 1206 das Sultanat von Delhi begründeten.

## Sehenswürdigkeiten
Beim Ort befinden sich die Ruinen mehrerer von durchziehenden islamischen Heereseinheiten zerstörten Hindu-Tempel aus dem 10.–12. Jahrhundert. Diese zeigen den Stil nordindischer Tempel (z. B. Kiradu-Tempel) und bestehen zumeist aus einer Vorhalle (mandapa) und einer von einem stark gegliederten Turm (shikhara) bekrönten Cella (garbhagriha); der besterhaltene Tempel der Gruppe ist der Mandaleshwar-Shiva-Temple.